# Louisbourg
Louisbourg è una comunità non incorporata canadese ed ex town appartenente alla Municipalità Regionale di Cape Breton nella Nuova Scozia.

## Storia
L'esercito francese fondò la fortezza di Louisbourg e il suo porto marino fortificato sul lato sudovest nel 1713, dandogli il nome in onore di Luigi XIV. Il porto era stato usato dai marinai europei almeno fin dagli anni 1590, quando era noto come English Port e Havre à l'Anglois. L'insediamento francese, che datava dal 1713, fu molto modificato fino alla sua occupazione da parte degli Inglesi nel 1758. Le sue fortificazioni furono demolite nel 1760 e la parte abitativa abbandonata dagli inglesi nel 1768. Una piccola parte della popolazione civile continuò ad abitarvi anche dopo che i militari avevano abbandonato la località.
Gli abitanti inglesi costruirono quindi un piccolo villaggio di pescatori utilizzando il porto, sul luogo della fortezza abbandonata. Il villaggio crebbe lentamente con nuovi abitanti lealisti negli anni 1780. Il porto divenne più accessibile con la costruzione di un secondo faro nel 1842 (Faro di Louisbourg), al posto di quello francese distrutto nel 1758. La ferrovia raggiunse Louisbourg nel 1877, ma, mal costruita, fu abbandonata dopo un incendio nella foresta. Tuttavia l'arrivo della ferrovia Sydney e Louisburg (Sydney and Louisburg Railway) nel 1894 portò un elevato volume di carbone da esportare tramite il porto, privo di ghiacci nel periodo invernale. Il porto fu utilizzato dalla nave del governo canadese Montmagny nel 1912 per portare a terra i corpi degli annegati dopo il naufragio del Titanic.
Incorporata nel 1901, la città di Louisbourg fu "disincorporata" quando tutte le unità municipali nella Contea di Capo Bretone furono fuse in una singola municipalità regionale nel 1995.

## Nome
Pronunciata "Lewisburg" dalla popolazione prevalente di lingua inglese, l'attuale comunità è stata identificata da piccole differenze di pronuncia sia dai locali che dai visitatori. La città era chiamata originariamente Louisburg e numerose compagnie, inclusa la Sydney and Louisburg Railway, l'adottarono. Il 6 aprile 1966 l'Assemblea legislativa della Nuova Scozia approvò una legge che modificò il nome ufficiale nella versione originale francese Louisbourg.

## Economia
L'economia di Louisbourg si fonda prevalentemente sul turismo e sulla lavorazione dei prodotti della pesca. L'esaurimento delle grandi riserve di pesce ha condizionato negativamente le operazioni locali di lavorazione del pesce negli ultimi decenni.
Negli anni 1960 l'agenzia governativa dei Parchi canadesi ha terminato una parziale ricostruzione della fortezza di Louisbourg. Oggi questo sito, riconosciuto come parte dei siti storici nazionali del Canada, è il motore dominante dell'economia cittadina, dando impiego a molti residenti e attraendo migliaia di turisti ogni anno. La fortezza ospita su larga scala ogni pochi anni rievocazioni storiche su importanti eventi e attrae visitatori della città. Nel luglio del 2008 ha commemorato il 250º anniversario del primo conflitto vittorioso sulle forze armate francesi del luglio 1758. La storia più recente della città è conservata al Museo della ferrovia Sydney e Louisburg, sito nella stazione ferroviaria restaurata in centro città.
Annualmente la comunità ospita la Louisbourg Crab Fest (Festa del granchio di Louisburg).
Louisbourg è sede della Louisbourg Playhouse, una compagnia teatrale operante in un teatro elisabettiano che era utilizzato come scenografia nel film del 1994 della Walt Disney Pictures Squanto: A Warrior's Tale.

## Clima
Il clima di Louisbourg è influenzato dalla presenza del mare ed è un clima di tipo "umido continentale" (secondo la Classificazione dei climi di Köppen: Dfb). La temperatura più alta mai registrata a Louisbourg si verificò il 2 settembre 2010 e il 15 luglio 2013 e fu di 34 °C.
La temperature più bassa è stata di -26 °C e si verificò il 18 gennaio 1982.

## Louisbourg nella letteratura e nel cinema
- La città viene citata nella novella di Nathaniel Hawthorne Feathertop.
- La città è sede principale nel romanzo del 1946 del canadese Thomas H. Raddall, Roger Sudden
- La città viene citata nel poemetto epico Evangeline o Un racconto dell'Acadia, di Henry Wadsworth Longfellow
- Il film del 2011 Take This Waltz, di Sarah Polley, inizia con una scena di rievocazione dalla fortezza e mostra più volte il faro.